# Repas de famille
Pour les articles homonymes, voir Repas de famille (film) et Repas de familles.
Repas de famille est un spectacle humoristique des Chevaliers du fiel. Il a été adapté au cinéma sous le même titre en 2014

## Spectacle
Les Chevaliers du fiel créent le spectacle Repas de famille en 2001 à Toulouse et près de 4 000 personnes assistent aux premières représentations. Ils continuent ce spectacle avec une tournée dans toute la France.
Tout le spectacle se déroule au milieu de la scène avec en décor une table, un parasol, des chaises, un plateau à roulettes, des bouteilles d'alcool et deux nains de jardin.

## Adaptation au cinéma
Eric Carrière et Francis Ginibre écrivent le film tous les deux et vont le tourner à la rentrée 2013. C'est leur premier film, et c'est la première fois qu'ils ne jouent pas tous les personnages.